# Pinguicula cyclosecta
Pinguicula cyclosecta är en tätörtsväxtart som beskrevs av S. Jost Casper. Pinguicula cyclosecta ingår i släktet tätörter, och familjen tätörtsväxter. Inga underarter finns listade i Catalogue of Life.

## Bildgalleri

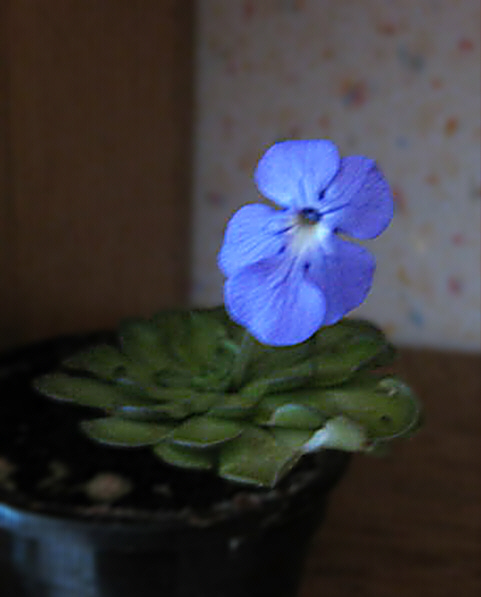
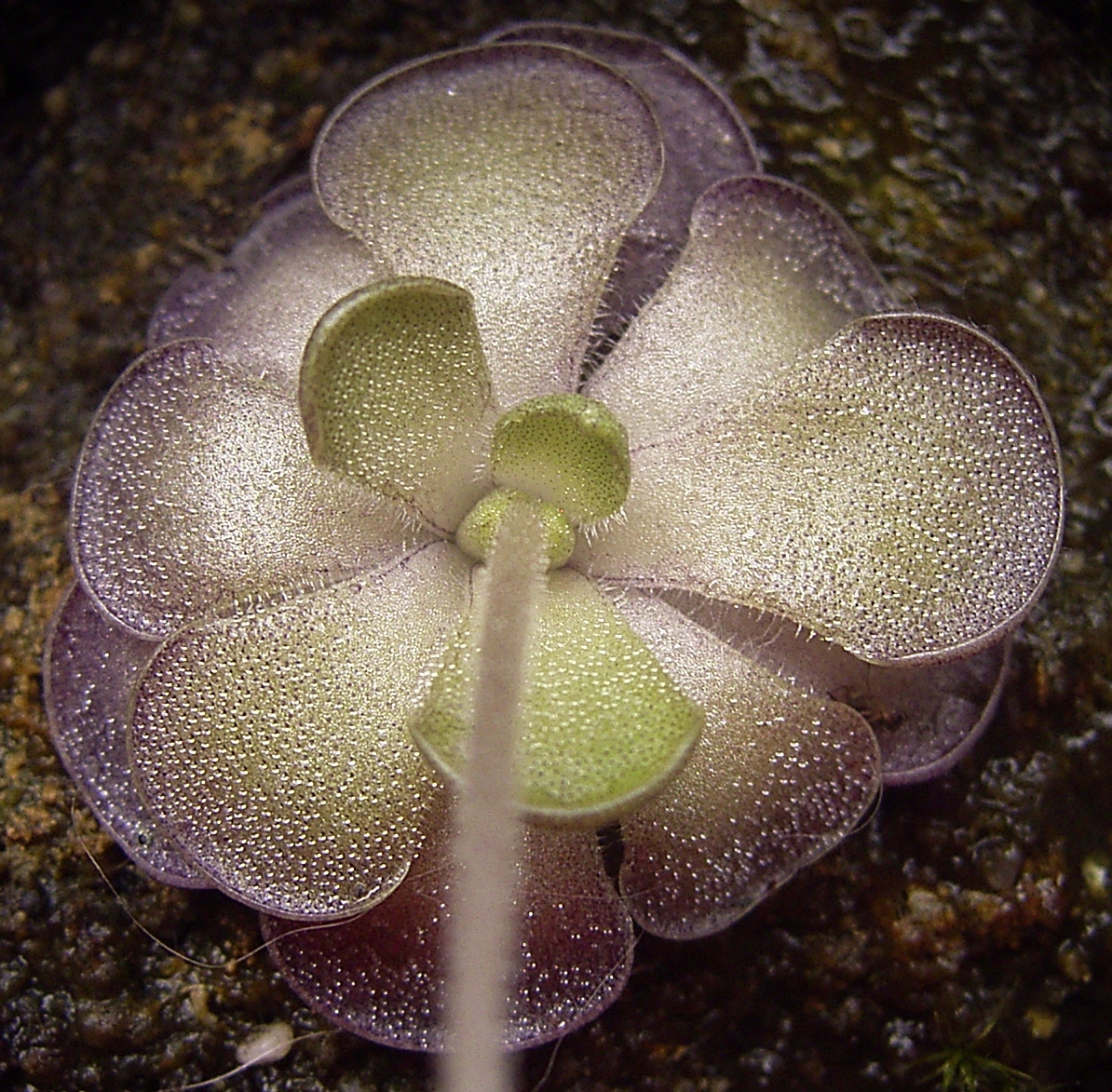
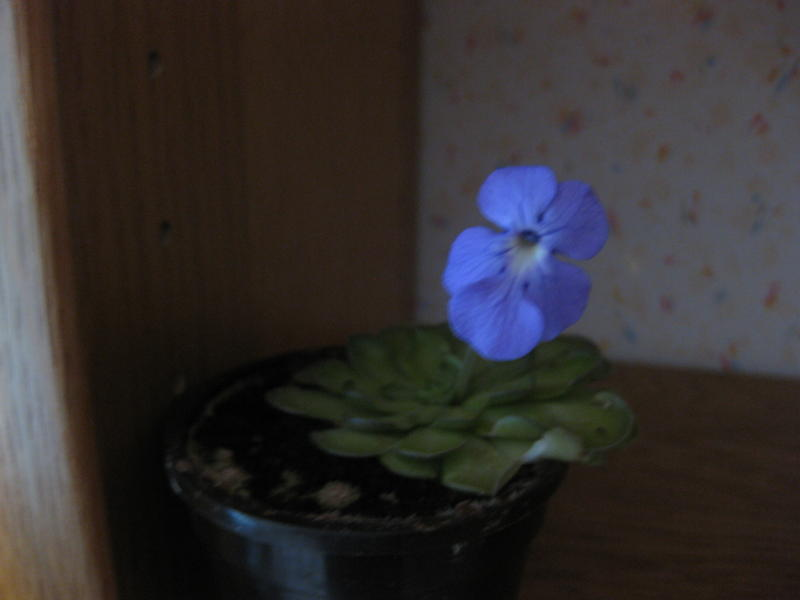
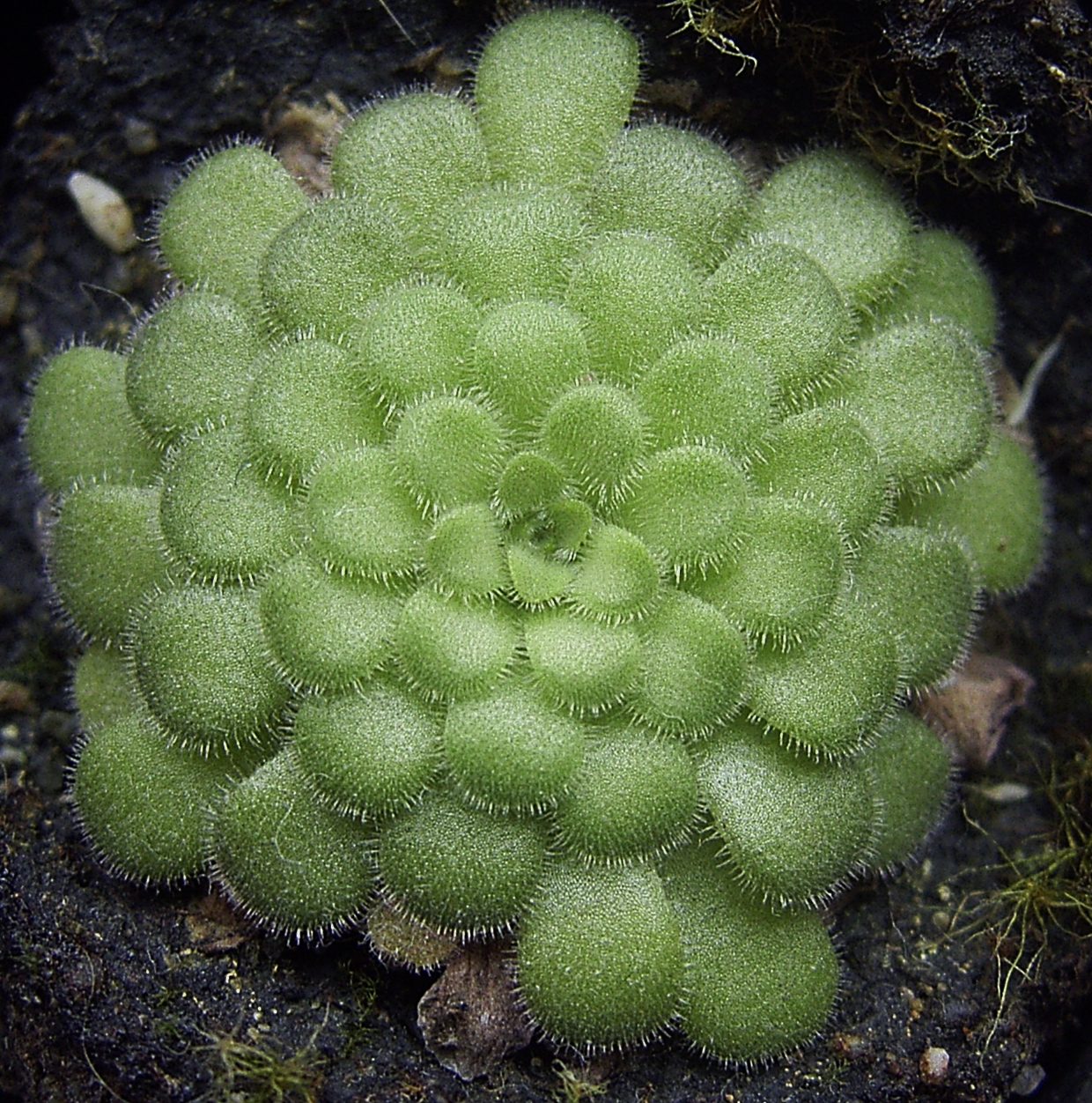